# Zamek Häme
Zamek Häme (fiń. Hämeen linna, szw. Tavastehus slott) – średniowieczny zamek w Hämeenlinna w Finlandii. Budowla znajduje się w centrum miasta na brzegu jeziora Vanajavesi.

## Historia
Dokładna data budowy zamku nie jest znana. Przyjmuje się, że powstał pod koniec XIII wieku w okresie II krucjaty szwedzkiej. Możliwe daty to 1239 i 1249 W średniowieczu budowlę przebudowano z użyciem cegieł, fortyfikowano i stała się ona siedzibą dowódców. W latach 1504–1507 zamek był administrowany przez kobietę, Aakentytär Tott, która urodziła się właśnie w Häme. W XVIII w. dobudowano trzecią część oraz przebudowano mury obronne. W latach 1837–1972 zamek był używany jako więzienie.